# Spelmanslåtar från Uppland
Spelmanslåtar från Uppland är ett musikalbum med Eric Sahlström och Gösta Sandström, utgivet 1969 av Sonet Records.
Skivan ingick i en svensk folkmusikserie som Sonet Records gav ut och 2001 gavs skivan ut på cd som Folk Tunes from Uppland med en utökad låtlista (spåren 20-23 är tidigare outgivna). Albumet var nummer 4 i ordningen som återutgivits på cd i Sonets folkmusikserie.

## Låtlista
Alla låtar är traditionella om inget annat anges.
1. "Hellstedts brudmarsch" – 2:15
2. "Polska i g-moll efter Gelotte" – 2:30
3. "Polska i C-dur efter Styfberg" – 1:27
4. "Polska i G-dur efter August Bolin" – 1:39
5. "Polska i D-dur efter Lars Sahlström" – 1:32
6. "'Lärkan', polska i G-dur efter Byss-Kalle" – 1:29
7. "Polska i C-dur efter August Bolin" – 1:26
8. "'Isbrytaren', polska i G-dur efter Byss-Kalle" – 3:05
9. "Polska i F-dur efter Lars Sahlström" – 1:26
10. "Brännvinsslåten efter Gås-Anders" – 1:32
11. "Gammelgrens polska" – 1:24
12. "'Näcken och Sko-Ella', polska i D-dur" – 2:32
13. "Vals i C-dur efter Anders Sahlström" – 2:15
14. "Vals i F-dur efter Styfberg" – 2:32
15. "Vals i C-dur efter Lars Sahlström" – 1:42
16. "Vals i C-dur från Lövstabruk" – 2:14
17. "Tegelsmoravalsen efter Gustav Jansson" – 2:13
18. "'Dannmarkarn', vals i C-dur" – 1:42
19. "Brudmarsch efter Gås-Anders" – 2:12

Total tid: 37:35

## 2001 års CD-utgåva
Spåren 20-23 är tidigare outgivna.
1. "Hellstedt's Bridal March"
2. "Polska in g after Gelotte"
3. "Polska in C after Styfberg"
4. "Polska in G after August Bolin"
5. "Polska in D after Lars Sahlström"
6. "Lärkan (The Lark). Polska in G after Byss-Kalle"
7. "Polska in C after August Bolin"
8. "Isbrytaren (The Ice Breaker). Polska in G after Byss-Kalle"
9. "Polska in F after Lars Sahlström"
10. "Brännvinslåten after Gås-Anders"
11. "Gammelgren's Polska"
12. "Näcken and Sko-Ella. Polska in D"
13. "Waltz in C after Anders Sahlström"
14. "Waltz in F after Styfberg"
15. "Waltz in C after Lars Sahlström"
16. "Waltz in C from Lövstabruk"
17. "The Tegelsmora Waltz after Gustav Jansson"
18. "Dannmarkarn, Waltz in C"
19. "Bridal March after Gås-Anders"

### Tidigare outgivna melodier
1. "Polska after Styfberg"
2. "Tierpspolskan"
3. "Polska after Lars Sahlström"
4. "The Last Polska by Gås-Anders"

Total tid: 43:46

## Medverkande
- Eric Sahlström – nyckelharpa
- Gösta Sandström – nyckelharpa
- Dag Häggqvist – producent
- Björn Almstedt – inspelningstekniker